# Horacio Durán (músico)
Horacio Durán (Antofagasta, 24 de junio de 1945) es un músico chileno, charanguista y corista durante treinta y seis años de la banda Inti Illimani, de la que fue uno de sus fundadores y una de sus caras más carismáticas y reconocibles. En 2004 formó, junto a Horacio Salinas, José Seves, Jorge Ball y otros músicos más jóvenes, la banda Inti-Illimani Histórico.
Su manera de ver e interpretar el charango ha sido considerada por algunos estudiosos como transgresora y rupturista.

## Carrera artística

### Inti-Illimani
Horacio Durán fue miembro fundador en 1967, junto a Jorge Coulon y Max Berrú, de la banda Inti-Illimani, a la que unos meses después se unió Horacio Salinas. Durante los primeros años de vida, como banda publicaron varios álbumes y realizaron numerosas giras internacionales.
Luego del golpe de Estado en Chile de 1973, que dio inicio a la dictadura militar, Durán estuvo exiliado junto a sus compañeros de Inti-Illimani en Italia durante quince años.
Regresó a Chile definitivamente luego de la transición a la democracia, donde continuó siendo un miembro activo de Inti-Illimani hasta el disco Lugares comunes (2002), para el cual ya solo quedaban otros dos miembros de la formación histórica, los hermanos Marcelo y Jorge Coulón.

### Proyectos paralelos
En forma paralela a su trabajo en Inti-Illimani, Durán integró la agrupación chileno-italiana Trencito de los Andes, con la que lanzó el álbum Escarcha y sol (2000). Además se desempeña como solista en la comunidad de charanguistas chilenos, desde donde participó en la compilación Charango, autores chilenos (2001) y Charango: autores chilenos, vol. 2 (2016).
En 2001 publicó junto a Italo Pedrotti un libro titulado Método de charango, que incluye un disco compacto y en el cual hablan acerca de la interpretación de dicho instrumento musical.

### Inti-Illimani Histórico y otros proyectos
En 2004, se reunió con otros dos miembros históricos de Inti-Illimani que habían dejado la banda, Horacio Salinas y José Seves, para formar Inti-Illimani Histórico, junto a otros músicos más jóvenes.
En abril de 2015 participó por primera vez como actor junto a José Seves en La libertad del silencio, obra de teatro escrita por Marcia Césped y Pablo López. La banda sonora está registrada en un disco compacto homónimo.

## Discografía

### Con Inti-Illimani
- 1969 - Si somos americanos
- 1969 - Voz para el camino
- 1969 - Por la CUT
- 1969 - A la Revolución Mexicana
- 1969 - Inti-Illimani
- 1970 - Inti-Illimani
- 1970 - Canto al programa
- 1971 - Autores chilenos
- 1972 - Nuestro México, Febrero 23/Dolencias
- 1972 - Canto para una semilla
- 1972 - Quebrada de Humahuaca/Taita Salasaca
- 1973 - Canto de pueblos andinos
- 1973 - Viva Chile!
- 1974 - La Nueva Canción Chilena (Inti-Illimani 2)
- 1975 - Canto de pueblos andinos (Inti-Illimani 3)
- 1975 - Hacia la libertad (Inti-Illimani 4)
- 1976 - Canto de pueblos andinos, vol. 2 (Inti-Illimani 5)
- 1977 - Chile resistencia (Inti-Illimani 6)
- 1978 - Canto per un seme, edición italiana de Canto para una semilla
- 1979 - Canción para matar una culebra
- 1980 - Jag Vill Tacka Livet (con Arja Saijonmaa)
- 1980 - En Directo
- 1981 - Palimpsesto
- 1982 - The Flight of the Condor
- 1982 - Con la razón y la fuerza (con Patricio Manns)
- 1984 - Imaginación
- 1984 - Sing to Me the Dream (con Holly Near)
- 1984 - Return of the Condor
- 1985 - La muerte no va conmigo (con Patricio Manns)
- 1986 - De canto y baile
- 1987 - Fragmentos de un sueño (con John Williams y Paco Peña)
- 1990 - Leyenda (con John Williams y Paco Peña)
- 1993 - Andadas
- 1994 - The Best of Inti-Illimani
- 1996 - Arriesgaré la piel
- 1997 - Grandes éxitos
- 1998 - Lejanía
- 1999 - Amar de nuevo
- 1999 - Sinfónico
- 1999 - La Rosa de los Vientos
- 2000 - Inti-Illimani interpreta a Victor Jara
- 2001 - Antología en vivo
- 2002 - Lugares comunes
- 2002 - Viva Italia

### ConTrencito de los Andes
- 2000 - Escarcha y sol

### Con Inti-Illimani Histórico
- 2005 - Inti-Quila. Música en la Memoria. Juntos en Chile
- 2006 - Antología en vivo
- 2006 - Esencial
- 2009 - Tributo a Inti-Illimani Histórico. A la salud de la música chilena (obra colectiva)
- 2010 - Travesura
- 2014 - Inti-Illimani Histórico Canta a Manns

### Como solista
- 2001 - Charango, autores chilenos (varios autores)
- 2016 - Charango: autores chilenos, vol. 2 (varios autores)

### Banda sonora
- 2015 - La libertad del silencio (banda sonora con José Seves)

## Libros
- 2001 - Método de charango (con Italo Pedrotti)[4]